# Mark Arm
Mark Thomas McLaughlin (Seattle, 21 de fevereiro de 1962) é um músico estadunidense. Ele é o vocalista e guitarrista da banda grunge Mudhoney. Ele também é creditado em fabricar o termo "grunge" para descrever o estilo de rock da sua e das outras bandas de Seattle (apesar de Kurt Cobain comentar que o executivo da Sub Pop, Jonathan Poneman, criou o termo). Sua antiga banda, Green River, é, discutivelmente, a primeira banda grunge.